# Les Femmes d'Alger
Les Femmes d'Alger (Mulheres de Argel) é uma série de 15 pinturas e vários desenhos do artista cubista espanhol Pablo Picasso. A série, criada em 1954-1955, inspirou-se na pintura de Eugène Delacroix de 1834, Mulheres de Argel em seu apartamento (em francês:  Femmes d'Alger dans leur appartement). A série é uma das várias pintadas por Picasso em homenagem aos artistas que admirava.
Toda a série de Les Femmes d'Alger foi comprada por Victor e Sally Ganz da Galerie Louise Leiris em Paris por 212.500 dólares em junho de 1956 (equivalente a 1,9 milhão de dólares em 2016). Dez pinturas da série foram posteriormente vendidas pelos Ganzs para a Galeria Saidenberg, mas o casal manteve as versões "C", "H", "K", "M" e "O" da obra.
Muitas das pinturas individuais da série estão agora em coleções públicas e privadas proeminentes.[carece de fontes?]

## História
Em dezembro de 1954, Picasso começou a pintar uma série de variações gratuitas da obra Mulheres de Argel em seu apartamento (Les Femmes d'Alger) de Eugène Delacroix. Ele começou sua primeira versão (cat. 19) seis semanas depois de aprender sobre a morte de seu amigo e rival de toda a vida Henri Matisse - e, para Picasso, o tema "oriental" desta série de pinturas manteve fortes associações com Matisse, bem como com Delacroix. Matisse tinha sido famoso por suas imagens de mulheres lânguidas e voluptuosas conhecidas como odalisques - a forma francesa da palavra turca para mulheres em um harém. "Quando Matisse morreu, ele deixou suas odalisques como legado", brincou Picasso. Muitos dos retratos de Picasso de Jacqueline por volta de 1955-56 representam-na desta forma (cat. 9).